# Compus de patru prisme hexagonale
În geometrie compusul de patru prisme hexagonale este un compus poliedric uniform realizat dintr-un aranjament simetric de 4 prisme hexagonale, aliniate într-un aranjament cu axele de simetrie de rotație cu trei poziții ale unui octaedru (Oh).
Are indicele de compus uniform UC38.

## Mărimi asociate

### Coordonate carteziene
Coordonatele carteziene ale vârfurilor acestui compus sunt toate permutările lui
{\displaystyle \left(\,\pm {\sqrt {2}},\,\pm 1,\,\pm (1+{\sqrt {6}})\right).}

### Volum
Următoarea formulă pentru volum V este stabilită pentru lungimea laturilor tuturor poligoanelor (care sunt regulate) a:
{\displaystyle V=6{\sqrt {3}}\,a^{3}\approx 10,392305~a^{3}.}